# Primera Liga de Eslovenia 2024-25
La Primera Liga de Eslovenia 2024-25 fue la edición número 34 de la Primera Liga de Eslovenia. La temporada comenzó el 19 de julio de 2024 y terminó el 23 de mayo de 2025.
Celje fue el campeón defensor luego de obtener su segundo título.

## Formato
Los diez equipos participantes jugarán entre sí todos contra todos cuatro veces totalizando treinta y seis partidos cada uno, al término de la fecha treinta y seis el primer clasificado obtendrá un cupo para la Primera ronda de la Liga de Campeones 2025-26, mientras que el segundo y tercer clasificado obtendrán un cupo para la Primera ronda de la Liga Conferencia 2025-26. Por otro lado el último clasificado descenderá a la Segunda Liga 2025-26, mientras que el noveno clasificado jugará el Play-off de relegación contra el segundo clasificado de la Segunda Liga 2024-25 para determinar cual de los dos jugaría en la Primera Liga de Eslovenia 2025-26.
Un cupo para la Primera ronda de la Liga Europa 2025-26 será asignado al campeón de la Copa de Eslovenia.

## Ascensos y descensos
| Pos. | Descendidos de Primera Liga 2023-24 |
| ---- | ----------------------------------- |
| 8.º  | Rogaška                             |
| 10.º | Aluminij                            |

| Pos. | Ascendidos de Segunda Liga 2023-24 |
| ---- | ---------------------------------- |
| 1.º  | Primorje                           |
| 2.º  | Nafta 1903                         |

## Equipos participantes
Aluminij fue descendido luego de terminar último la pasada temporada, Rogaška también perdió la categoría al no conseguir una licencia para participar en la siguiente temporada. Primorje y Nafta 1903 fueron promovidos desde la Segunda Liga, debido al descenso administrativo del Rogaška no se disputó la serie de promoción.
| Equipos            | Ciudad        | Estadio                 | Capacidad |
| ------------------ | ------------- | ----------------------- | --------- |
| Bravo              | Liubliana     | Šiška Sports Park       | 2,308     |
| Celje              | Celje         | Estadio Z'dežele        | 13,059    |
| Domžale            | Domžale       | Domžale Sports Park     | 3,100     |
| Koper              | Koper         | Stadion Bonifika        | 4,047     |
| Maribor            | Maribor       | Ljudski vrt             | 11,709    |
| Mura               | Murska Sobota | Fazanerija City Stadium | 4,506     |
| Nafta 1903         | Lendava       | Lendava Sports Park     | 2,020     |
| Olimpija Ljubljana | Liubliana     | Estadio Stožice         | 16,038    |
| Primorje           | Ajdovščina    | Ajdovščina City Stadium | 1,630     |
| Radomlje           | Domžale       | Domžale Sports Park     | 3,100     |

## Clasificación
| Pos. | Equipo                 | Pts. | PJ | G  | E  | P  | GF | GC | Dif. | Clasificación 2025–26                |
| ---- | ---------------------- | ---- | -- | -- | -- | -- | -- | -- | ---- | ------------------------------------ |
| 1    | Olimpija Ljubljana (C) | 74   | 36 | 21 | 11 | 4  | 63 | 20 | +43  | Primera fase de la Liga de Campeones |
| 2    | Maribor                | 67   | 36 | 19 | 10 | 7  | 64 | 32 | +32  | Segunda fase de la Liga Conferencia  |
| 3    | Koper                  | 66   | 36 | 19 | 9  | 8  | 60 | 35 | +25  | Primera fase de la Liga Conferencia  |
| 4    | Celje                  | 61   | 36 | 17 | 10 | 9  | 76 | 51 | +25  | Primera fase de la Liga Europa       |
| 5    | Bravo                  | 55   | 36 | 14 | 13 | 9  | 52 | 44 | +8   |                                      |
| 6    | Primorje               | 43   | 36 | 11 | 10 | 15 | 41 | 61 | −20  |                                      |
| 7    | Mura                   | 35   | 36 | 9  | 8  | 19 | 37 | 51 | −14  |                                      |
| 8    | Radomlje               | 35   | 36 | 10 | 5  | 21 | 37 | 69 | −32  |                                      |
| 9    | Domžale (O)            | 29   | 36 | 7  | 8  | 21 | 35 | 66 | −31  | Promoción de descenso                |
| 10   | Nafta 1903 (D)         | 28   | 36 | 6  | 10 | 20 | 33 | 69 | −36  | Descenso a Segunda Liga              |

Actualizado a los partidos jugados el 25 de mayo de 2025.
 Fuente: PrvaLiga
Criterios de clasificación: Puntos · Puntos uno-a-uno · Diferencia de gol uno-a-uno · Goles marcados uno-a-uno · Diferencia de gol · Goles marcados

## Resultados
| Local \ Visitante  | BRA | CEL | DOM | KOP | MAR | MUR | NAF | OLI | PRI | RAD |
| ------------------ | --- | --- | --- | --- | --- | --- | --- | --- | --- | --- |
| Bravo              | —   | 3–2 | 0–0 | 1–0 | 0–1 | 2–1 | 2–0 | 1–1 | 4–0 | 0–0 |
| Celje              | 2–1 | —   | 2–2 | 1–0 | 2–1 | 4–3 | 3–1 | 0–1 | 0–3 | 4–2 |
| Domžale            | 2–3 | 0–3 | —   | 0–3 | 0–3 | 1–2 | 2–1 | 0–0 | 0–0 | 1–4 |
| Koper              | 3–2 | 0–0 | 4–0 | —   | 1–1 | 0–0 | 3–0 | 0–1 | 3–4 | 1–0 |
| Maribor            | 1–1 | 1–2 | 4–1 | 2–0 | —   | 2–1 | 4–0 | 1–1 | 4–1 | 1–0 |
| Mura               | 2–3 | 1–0 | 0–1 | 1–3 | 1–1 | —   | 1–0 | 0–1 | 4–0 | 1–0 |
| Nafta 1903         | 0–1 | 0–0 | 5–2 | 1–2 | 0–3 | 0–0 | —   | 0–1 | 0–3 | 2–1 |
| Olimpija Ljubljana | 1–1 | 2–2 | 3–0 | 0–1 | 0–0 | 4–0 | 2–0 | —   | 2–0 | 2–0 |
| Primorje           | 1–0 | 1–3 | 2–1 | 0–2 | 2–0 | 1–0 | 1–1 | 0–2 | —   | 0–1 |
| Radomlje           | 1–1 | 4–2 | 1–0 | 0–1 | 1–1 | 2–4 | 2–0 | 0–2 | 1–1 | —   |

| Local \ Visitante  | BRA | CEL | DOM | KOP | MAR | MUR | NAF | OLI | PRI | RAD |
| ------------------ | --- | --- | --- | --- | --- | --- | --- | --- | --- | --- |
| Bravo              | —   | 1–2 | 3–3 | 2–1 | 1–1 | 1–1 | 1–1 | 0–0 | 3–1 | 4–0 |
| Celje              | 2–3 | —   | 1–1 | 2–3 | 1–2 | 2–1 | 3–2 | 3–3 | 2–2 | 9–1 |
| Domžale            | 2–2 | 0–1 | —   | 2–3 | 1–0 | 0–1 | 2–0 | 3–1 | 1–1 | 1–2 |
| Koper              | 1–0 | 1–1 | 3–0 | —   | 1–1 | 1–0 | 0–0 | 1–2 | 1–1 | 3–1 |
| Maribor            | 2–3 | 1–1 | 2–1 | 4–2 | —   | 2–0 | 0–1 | 1–0 | 3–1 | 4–0 |
| Mura               | 1–1 | 0–0 | 0–2 | 1–3 | 1–2 | —   | 0–0 | 1–1 | 3–1 | 2–0 |
| Nafta 1903         | 0–1 | 1–6 | 3–2 | 1–5 | 1–1 | 4–2 | —   | 1–1 | 2–2 | 2–1 |
| Olimpija Ljubljana | 3–0 | 2–0 | 2–0 | 1–1 | 1–2 | 2–1 | 3–0 | —   | 5–0 | 5–0 |
| Primorje           | 3–0 | 0–5 | 0–1 | 1–1 | 2–1 | 2–0 | 2–2 | 0–2 | —   | 1–1 |
| Radomlje           | 2–0 | 1–3 | 1–0 | 1–2 | 0–4 | 2–0 | 4–1 | 0–3 | 0–1 | —   |

## Promoción de descenso
| 28 de mayo de 2025 | Domžale          | 1:3 (0:0) | Triglav Kranj                            | Domžale Sports Park, Domžale |  |
| 20:00              | Gal Kranjcic 89' | Reporte   | Jakob Cukjati 54' · Lan Piskule 60', 71' |                              |  |

| 1 de junio de 2025 | Triglav Kranj      | 1:4 (0:3) (Global 4:5) | Domžale                                                          | Športni Center Stanko Mlakar, Kranj |  |
| 17:00              | Ziga Ovsenek 90+1' | Reporte                | Lan Piskule 16' (a.g.) · Haris Vuckic 18', 33' · Luka Mlakar 78' |                                     |  |

## Goleadores
Actualizado el 1 de junio de 2025.
| Pos. | Jugador         | Equipo             | Goles |
| ---- | --------------- | ------------------ | ----- |
| 1    | Raul Florucz    | Olimpija Ljubljana | 15    |
| 2    | Dario Vizinger  | Mura               | 14    |
| 3    | Danijel Šturm   | Domžale            | 13    |
| 3    | Matej Poplatnik | Bravo              | 13    |
| 5    | Deni Jurić      | Koper              | 12    |